# Editha von Reitzenstein
Freiin Editha von Reitzenstein (* 5. November 1850 auf Schloss Schwarzenstein im „Fränkischen Wald“ (Bayern); † 1. März 1905 in Berlin) (Pseudonym: Sappho Liepholdt, manchmal irrig Liepheld) war eine deutsche Dichterin und Schriftstellerin.

## Leben
Ihre Eltern waren Karl Chlodwig von Reitzenstein (1823–1874) und dessen Ehefrau die Freiin Adele von Badenfeld-Czeike (1829–1852). Ihr Vater war ein bekannter Archivgelehrter und Altertumsforscher, der 1874 als Kustos der Straßburger Universitäts- und Landesbibliothek starb. Ihre Mutter galt als hochbegabt, starb aber bereits 1852.
Nach dem Tod ihrer Mutter erlebte sie schicksalsschwere, mit häufigen Wohnsitzwechsel verbundene Jugendjahre. Ihr frühzeitig hervortretendes Talent gelangte erst im reiferen Alter zur Betätigung auf literarischem Gebiet, da ihre Stiefmutter Carolina von Rathgeb-Lautsch stets eine grundsätzliche Abneigung gegen wissenschaftliche Ausbildung und geistiges Streben der Tochter nachdrücklich betonte. Außerdem kam nach dem Verlust des väterlichen Vermögens der Kampf um das tägliche Brot hinzu. Nachdem ihre Existenz eine dauerhaftere Basis gefunden hatte, das war im letzten Jahrzehnt des 19. Jahrhunderts, veröffentlichte sie, meist unter dem Pseudonym Sappho Liepholdt, in verschiedenen Zeitschriften meist künstlerischer Tendenz Gedichte, Feuilletons und Übersetzungen.

### Werke
- Dichterblüten (Gedichte), 1911